# Anaglyptus obscurissimus
Anaglyptus obscurissimus là một loài bọ cánh cứng trong họ Cerambycidae.